# 具萼茴芹
具萼茴芹（学名：Pimpinella calycina）是伞形科茴芹属的植物。分布在日本、朝鲜以及中国大陆的东北等地，目前尚未由人工引种栽培。